# دیوید دیویس (بازیکن فوتبال)
دیوید دیویس (انگلیسی: David Davis؛ زادهٔ ۲۰ فوریهٔ ۱۹۹۱) یک بازیکن فوتبال اهل بریتانیا است.